# Skakanka (zespół muzyczny)
Skakanka – zespół muzyczny założony w 2012 roku w Wyrzysku, tworzący muzykę z pogranicza rocka alternatywnego i post punka.
Według założeń zespołu, ich twórczość ma charakteryzować się energicznym brzmieniem oraz oryginalnymi tekstami utworów wyłącznie w języku polskim.
6 grudnia 2015 r. ukazał się w Internecie debiutantki album Przeterminowane.
22 stycznia 2016 r. zespół zwyciężył w konkursie „Graj o teledysk” organizowanym przez pilską telewizję Asta.
25 lutego 2016 r. odbyły się nagrania do pierwszego oficjalnego teledysku grupy.
28 grudnia 2017 zespół otrzymał nagrodę Starosty Pilskiego za działalność kulturalną.

## Muzycy

### Obecny skład zespołu
- Bogusz Chmielewski – wokal
- Oskar Pazdaj – gitara basowa
- Marek Czyż – gitara
- Przemysław Niezgódzki – gitara
- Marcin Kołodziejczyk – perkusja

### Byli członkowie zespołu
- Radosław Rerek – perkusja
- Przemysław Wachowski – gitara

## Dyskografia

### Albumy
- Przeterminowane (2015)

### Single
- Smętna ballada o miłości (2014)